# Volker Beck (atleet)
Volker Beck (Nordhausen, 30 juni 1956) is een voormalige Oost-Duitse atleet, die was gespecialiseerd in de 400 m horden. Hij werd olympisch kampioen en meervoudig Oost-Duits kampioen in deze discipline. Ook was hij een sterk sprinter, getuige zijn drievoudige nationale titel en verschillende internationale medailles bij het estafettelopen.

## Loopbaan
Zijn eerste succes behaalde Beck in 1975 met het winnen van de 400 m op de Duitse indoorkampioenschappen. Bij de Europese kampioenschappen voor junioren later dat jaar in Athene behaalde hij een zilveren medaille op de 400 m horden. Voor hem finishte zijn landgenoot Andreas Münch met een tijd van 51,26 s om 51,46 s.
In 1980 kon Volker Beck optimaal profiteren van de Amerikaanse boycot op de Olympische Spelen van Moskou. Door de afwezigheid van topfavoriet Edwin Moses kon hij een gouden medaille veroveren op de 400 m horden. Met een tijd van 48,70 eindigde hij voor de Russische Vasiliy Arkhipenko (zilver; 48,86) en de Brit Gary Oakes (brons; 49,11). Op de 4 x 400 m estafette won hij als slotloper met zijn teamgenoten Klaus Thiele, Andreas Knebel, Frank Schaffer een zilveren medaille. Met een tijd van 3.01,3 eindigden ze achter de estafetteploeg uit de Sovjet-Unie (goud; 3.01,1) en voor de ploeg uit Italië (brons; 3.04,3).
In zijn actieve tijd was Beck aangesloten bij SC Turbine Erfurt. Na zijn atletiekcarrière werd hij werkzaam als atletiektrainer voor het Duitse nationale team en bij LG Eintracht Frankfurt. Hij heeft onder andere olympisch kampioen Nils Schumann getraind.

## Titels
- Olympisch kampioen 400 m horden - 1980
- Oost-Duits kampioen 400 m horden - 1980, 1981, 1983
- Oost-Duits indoorkampioen 400 m - 1975, 1980, 1982

## Persoonlijk record
| Onderdeel    | Prestatie | Datum        | Plaats |
| ------------ | --------- | ------------ | ------ |
| 400 m horden | 48,70 s   | 26 juli 1980 | Moskou |

## Palmares

### 400 m
- 1977:  Wereldbeker - 45,50 s

### 400 m horden
- 1975:  EJK - 51,46 s
- 1977:  Europacup - 48,90 s
- 1977:  Wereldbeker - 48,83 s
- 1979:  Europacup - 48,58 s
- 1980:  OS - 48,70 s
- 1981:  Europacup - 48,94 s
- 1981:  Wereldbeker - 49,16 s

### 4 x 400 m estafette
- 1975:  EJK - 3.08,7
- 1980:  OS - 3.01,3

1900: John Tewksbury ·
1904: Harry Hillman ·
1908: Charles Bacon ·
1920: Frank Loomis ·
1924: Morgan Taylor ·
1928: David Burghley ·
1932: Bob Tisdall ·
1936: Glenn Hardin ·
1948: Roy Cochran ·
1952: Charles Moore ·
1956: Glenn Davis ·
1960: Glenn Davis ·
1964: Rex Cawley ·
1968: David Hemery ·
1972: John Akii-Bua ·
1976: Edwin Moses ·
1980: Volker Beck ·
1984: Edwin Moses ·
1988: André Phillips ·
1992: Kevin Young ·
1996: Derrick Adkins ·
2000: Angelo Taylor ·
2004: Félix Sánchez ·
2008: Angelo Taylor ·
2012: Félix Sánchez ·
2016: Kerron Clement ·
2020: Karsten Warholm ·
2024: Rai Benjamin